# قصص محرمة
قصص محرمة Forbidden Stories هي منظمة غير ربحية مهمتها «مواصلة نشر أعمال الصحفيين الآخرين الذين يواجهون التهديدات أو السجن أو القتل». لتحقيق ذلك، يُسمح للصحفيين بإرسال أعمالهم إلى Forbidden Stories، بحيث يتمكن الصحفيون الآخرون من الوصول إلى المواد في حالة عدم تمكن المحقق الأصلي من متابعتها. وهي تشارك مع منظمات مثل مراسلون بلا حدود ومؤسسة حرية الصحافة.
تم الإشادة بهذه المنظمة دوليًا من قِبل عِدة مؤسسات مثل كولومبيا جورناليس ريفيو، وديلي تايمز (باكستان)، ودويتشلاند فونك، والجارديان، ولوموند، وRTBF.
في مارس 2018، حصلت المنظمة على الجائزة الكبرى «مشروع صحفي العام» في القمة الفرنسية السنوية للصحافة وكانت ضمن القائمة المختصرة لجائزة الصحافة الأوروبية عن فئة الابتكار في عام 2019.

## القصص
استمرت «القصص المحرمة» في عمل الصحفيين بعد وفاتهم:
- بعد مقتل Miroslava Breach، تواصل Forbidden Stories تحقيقاتها في انتهاكات حقوق الإنسان وتهريب المخدرات والفساد الحكومي[12] بالتعاون مع Bellingcat[13] ومركز أمريكا اللاتينية للصحافة الاستقصائية.[14]

- في مشروع Green Blood، استمر عمل 13 صحفيًا قُتلوا بسبب تغطيتهم للقضايا البيئية حول الممارسات المبهمة لشركات التعدين في تنزانيا وغواتيمالا والهند Crispin Perez، Desidario Camangyan، Ardiansyah Matra'is، Gerardo Ortega، Darío Fernández Jaén، Wisut Tangwittayaporn، Hang Serei Odom، Sai Reddy، Mikhail Beketov، Jagendra Singh وSoe Moe Tun وKarun Misra وMaría Efigenia Vásquez Astudillo.[15][16]

- التحقيق في اختطاف وقتل الصحفي الإكوادوري خافيير أورتيغا والمصور بايل ريفاس وسائقهم إفراين سيجارا جزء من الحدود القاتلة.[17][18]

- بعد مقتل دافني كاروانا جاليزيا، تواصل Forbidden Stories تحقيقها في مشروع Daphne.[19][20]
- قُتل خافيير فالديز كارديناس بعد تحقيقاته في سينالوا كارتل.[21][22]
- قُتل سيسيليو بينيداواس بعد أن زعم وجود صلات بين مسؤولين محليين وتجار مخدرات في المكسيك.[23][24]
- واستمر التحقيق في الفساد في كرة القدم الغانية بعد اغتيال أحمد حسين صوالي.[25][26]
- في مشروع الكارتل، استمر تقرير ريجينا مارتينيز عن «آلاف الأفراد الذين اختفوا في ظروف غامضة»[27] وعصابات المخدرات المكسيكية.[28]

## خلفية
بدأ تصور مشروع Forbidden Stories من قِبل Laurent Richard، وهو صحفي استقصائي وصانع أفلام فرنسي في عام 2015، بعد إطلاق النار في شارلي إبدو في 7 يناير 2015، والذي قُتل فيه 12 شخصًا وأصيب 11 آخرون - جميعهم من الصحفيين ورسامي الكاريكاتير. كانت مكاتب شارلي إبدو بالقرب من مكان عمل ريتشارد.
توفيت دافني كاروانا غاليزيا في انفجار سيارة مفخخة في 16 أكتوبر 2017. وفي 30 أكتوبر 2017، أعلنت منظمة مراسلون بلا حدود ومنظمة أصوات الحرية غير الحكومية إطلاق منظمة «القصص المحرمة»، وهي منصة إلكترونية مشفرة آمنة تتيح للصحفيين المهددين تحميل أعمالهم وتأمين بياناتهم ومعلوماتهم. وتسمح القصص المحرمة، التي أسسها لوران ريتشارد، للصحفيين بمواصلة التحقيقات الاستقصائية للصحفيين «الآخرين» وكشف النقاب عن قصصهم لجمهور عريض. كان الغرض من «القصص المحرمة» هو «ردع الهجمات المحتملة على الصحفيين من خلال دعم عملهم، والإعلان عن جرائم قتل واختفاء الزملاء مثل كاروانا جاليزيا». تواصل القصص المحرمة «عمل الصحفيين المقتولين أو المسجونين أو العاجزين بأي شكل آخر».
قال ريتشارد إن مشروع دافني تم تصميمه على غرار مبادرات مماثلة في الماضي تضمنت مقتل صحفيين آخرين، مثل مشروع أريزونا، حيث أكمل 38 صحفيًا أمريكيًا أعمال تحقيق دون بولز بعد مقتله عام 1976. في عام 2015، واصل زملاءخديجة إسماعيلوفا من مشروع الإبلاغ عن الجريمة المنظمة والفساد (OCCRP) عملها على «الفساد والتهرب الضريبي للأسرة الحاكمة في باكو» من خلال مشروع خديجة، بعد أن سُجنت في أذربيجان. قامت Associação Brasileira de Jornalismo Investigativo (ABRAJI)، وهي منظمة غير حكومية للصحافة الاستقصائية البرازيلية، بتنفيذ أعمال تيم لوبيز الذي أُحرِق حياً بسبب تقصيه حول تجارة المخدرات في ريو دي جانيرو في عام 2002.

## الداعمون
أبرز الداعمون هم:
- كان دوندار، رئيس التحرير السابق لصحيفة جمهوريت التركية
- خديجة إسماعيلوفا، صحفية استقصائية أذربيجانية
- مارينا ووكر جيفارا، نائبة مدير الاتحاد الدولي للصحفيين الاستقصائيين[36]
- باستيان أوبرماير، جائزة بوليتزر - صحفي استقصائي ألماني مع صحيفة سود دويتشه تسايتونج
- فابريس عرفي، الرئيس المشارك للتحقيقات في صحيفة ميديابارت[37]
- ويل بوتر ، صحفي استقصائي أمريكي

## برنامج بيغاسوس
في 18 يوليو 2021 كشف الكونسورتيوم عن التجسس على المعارضين السياسيين والصحفيين والنشطاء من قبل عدة دول باستخدام برمجيات Pegasus التي تسوقها شركة NSO Group الإسرائيلية.

## روابط خارجية
- قصص ممنوعة